# NGC 4676
NGC 4676 é um par de galáxias espirais na direção da constelação de Coma Berenices, a cerca de 290 milhões de anos-luz de distância. O objeto foi descoberto pelo astrônomo William Herschel em 1785, usando um telescópio refletor com abertura de 18,7 polegadas. As duas já estão em processo de colisão e fusão. Juntas são conhecidas como Galáxias Ratos por conta dos "rabos" formados pela interação, que a deixam parecidas com ratos. 
Devido a sua moderada magnitude aparente (+14,5), é visível apenas com telescópios amadores ou com equipamentos superiores.